# Oakmont (Pensilvania)
Oakmont es un borough ubicado en el condado de Allegheny en el estado estadounidense de Pensilvania. En el año 2000 tenía una población de 6.911 habitantes y una densidad poblacional de 1,637.0 personas por km².

## Geografía
Oakmont se encuentra ubicado en las coordenadas 40°31′10″N 79°50′15″O / 40.51944, -79.83750.

## Demografía
Según la Oficina del Censo en 2000 los ingresos medios por hogar en la localidad eran de $41,957 y los ingresos medios por familia eran $57,821. Los hombres tenían unos ingresos medios de $42,152 frente a los $32,721 para las mujeres. La renta per cápita para la localidad era de $26,716. Alrededor del 5.9% de la población estaba por debajo del umbral de pobreza.